# Eckhart G. Franz
Eckhart Götz Franz (* 24. Dezember 1931 in Marburg; † 16. März 2015 in Darmstadt) war ein deutscher Archivar und Historiker. Er war bis 1996 Leiter des Hessischen Staatsarchivs Darmstadt und von 1977 bis 1985 Vorsitzender des Verbandes deutscher Archivarinnen und Archivare.

## Leben

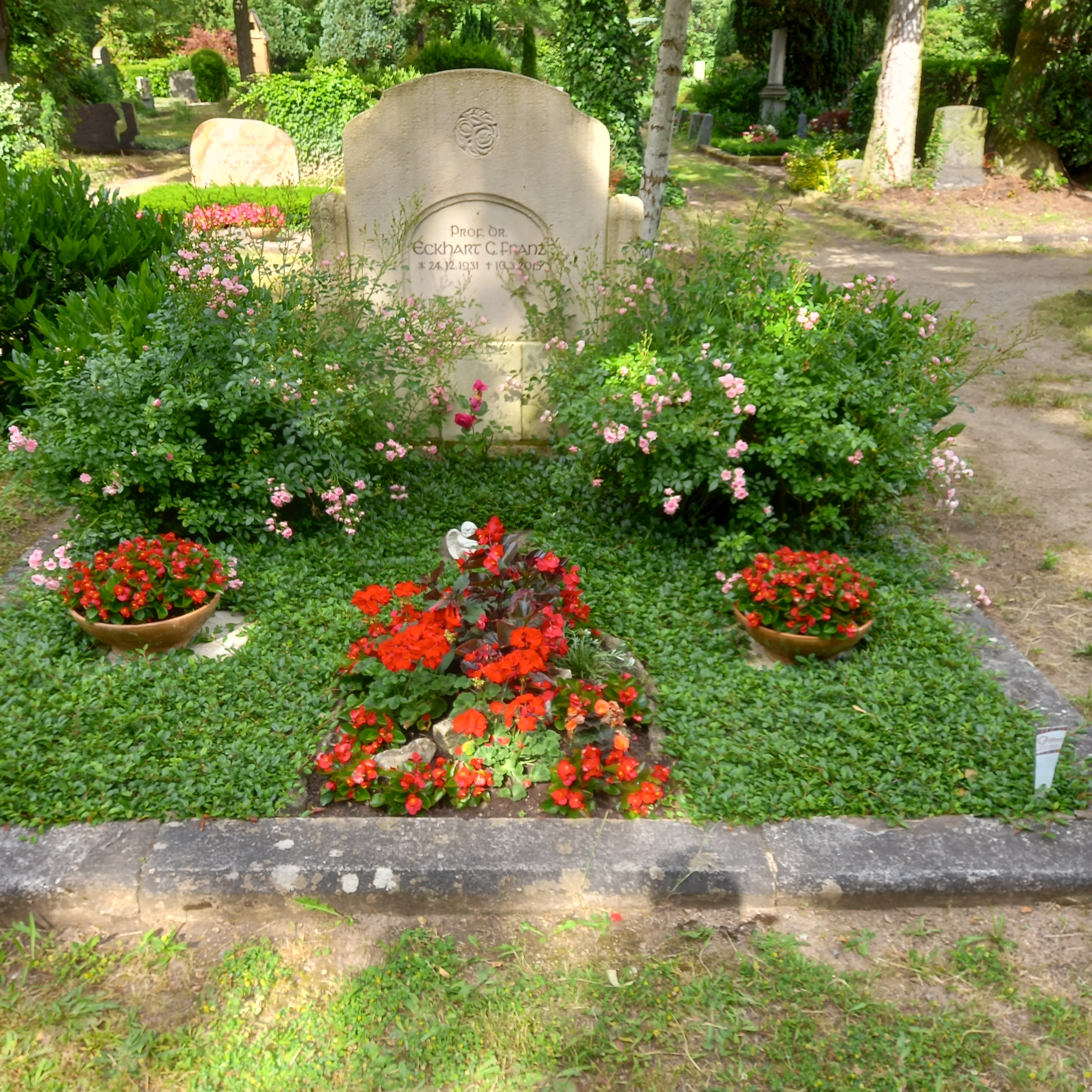
Das Grab von Eckhart G. Franz auf dem Alten Friedhof in Darmstadt

Eckhart G. Franz war ein Sohn des Historikers Günther Franz (1902–1992) und Bruder des Theologen und Trierer Leitenden Bibliotheksdirektors Gunther Franz (* 2. Februar 1942 in Straßburg im Elsass). Er studierte Geschichte, Englisch und Amerikanistik in Heidelberg, Freiburg, Köln sowie in Portland, Oregon (USA). 1956 wurde er promoviert mit einer Arbeit Das Amerikabild der Deutschen Revolution von 1848/49. Nach der Promotion absolvierte er von 1957 bis 1959 als Archivreferendar des Landes Hessen den archivarischen Vorbereitungsdienst an der Archivschule Marburg. Als Archivassessor war er von 1959 bis 1971 zunächst am Staatsarchiv Marburg tätig. Während dieser Zeit war er 1967 und nochmals 1969 im Auftrag der UNESCO und des Auswärtigen Amts in Tansania tätig, um Akten aus der deutschen Kolonialzeit im dortigen Nationalarchiv zu verzeichnen und zu erschließen. 1971 wechselte er an das Hessische Staatsarchiv Darmstadt und übernahm dort die Leitung. Seit 1996 befand er sich im Ruhestand. Ebenfalls seit 1971 war er Direktor des Großherzoglich Hessischen Haus- und Familienarchivs. Diese Position bekleidete er bis zu seinem Tod.
Von 1962 bis 1992 war er nebenberuflich Dozent an der Archivschule Marburg. Ehrenamtlich war er von 1977 bis 1985 Vorsitzender des archivarischen Berufsverbands Verband deutscher Archivarinnen und Archivare, der ihn 1996 zum Ehrenmitglied ernannte. Seit 1965 war er Mitglied der Historischen Kommission für Hessen (seit 2009 Ehrenmitglied), seit 1971 Vorsitzender der Hessischen Historischen Kommission Darmstadt. Von 1973 bis 2002 war er Vorsitzender des Historischen Vereins für Hessen.
International engagierte Franz sich im Rahmen des Internationalen Archivrats (ICA). Hier wurde er Ende der 70er Jahre in den Beirat des Sekretariats gewählt, gehörte von 1980 bis 1984 dem Ausschuss für Veröffentlichungen an und war Sekretär des Runden Tischs (CITRA). Als Sekretär für Entwicklung von 1985 bis 1988 unterstützte er Entwicklungsländer beim Aufbau ihres Archivwesens. 1988 übernahm er die Leitung des Ausschusses für archivalische Ausbildung, der 1990 in eine eigene Sektion innerhalb des ICA umgewandelt wurde, die Franz bis 1992 leitete. Bei der 13. Generalversammlung des ICA in Beijing 1996 wurde er zum Ehrenmitglied des ICA ernannt. Franz legte eine Darstellung über die 750-jährige Geschichte zum Haus Hessen vor.
Franz starb nach kurzer Krankheit im März 2015. Er wurde auf dem Alten Friedhof in Darmstadt begraben (Grabstelle: I E 32).

## Ehrungen
- 1992: Johann-Heinrich-Merck-Ehrung
- 1996: Verdienstkreuz 1. Klasse des Verdienstordens der Bundesrepublik Deutschland
- Officier de l’Ordre des Arts et des Lettres (Chevalier bereits 1979)

## Schriften (Auswahl)
- Haus Hessen – biografisches Lexikon. Hessische Historische Kommission, Darmstadt 2012, ISBN 978-3-88443-411-6.
- Aus Hessens Geschichte. Aufsätze. Festschrift zum 75. Geburtstag. Hrsg. vom Historischen Verein für Hessen, Historischer Verein für Hessen, Darmstadt 2007, ISBN 978-3-922316-26-8.
- Das Haus Hessen. Eine europäische Familie. Kohlhammer, Stuttgart 2005, ISBN 3-17-018919-0.
- Revolution, Krieg und Streik, Weltausstellung und Volksfest. Der Illustrator und Karikaturist Leo von Elliot (1816–1890), Hessische Historische Kommission, Darmstadt 2000, ISBN 3-88443-038-6.
- Einführung in die Archivkunde. Wissenschaftliche Buchgesellschaft, Darmstadt 1974; 7., aktualisierte Auflage 2007; 8. Auflage 2010, ISBN 978-3-534-23737-1.
- Das Amerikabild der deutschen Revolution von 1848/49. Zum Problem der Übertragung gewachsener Verfassungsformen, Winter, Heidelberg 1958.
- Der Wiederaufbau Sooden-Allendorfs nach seiner Zerstörung im 30jährigen Krieg. Wirtschaft und Verwaltung im Spiegel der Stadtrechnungen (= Beiträge zur Geschichte der Werralandschaft und ihrer Nachbargebiete. Band 7). Trautvetter & Fischer, Witzenhausen 1954.